# 小島田町 (前橋市)
小島田町（こじまたまち）は、群馬県前橋市の地名。郵便番号は379-2162。2013年現在の面積は0.6km2。

## 地理
桃ノ木川左岸に位置している。

### 河川
- 桃ノ木川

## 歴史
戦国時代頃からある地名である。江戸時代になると前橋藩領だった。

### 年表
- 戦国時代 - 「大胡庄之内･･･小嶋田村」の名が山内上杉氏所領として「上州之内　持分之事」（「彦部文書」）に見える[5]。
- 天正18年（1590年） - 平岩親吉が前橋城主となり、以後小島田は江戸時代を通じて前橋藩領だった[6]。

- 明治22年（1889年）4月1日 - 町村制施行により、小島田村は天川大島村、上大島村、女屋村、上長磯村、東上野村、野中村、下長磯村、小屋原村、下大島村、笂井村、上増田村、下増田村、駒形新田と合併し南勢多郡木瀬村が成立する。
- 明治29年（1896年）4月1日 - 南勢多郡と東群馬郡が統合し勢多郡となる。
- 昭和32年（1957年）
  - 1月20日 - 勢多郡木瀬村、荒砥村が合併し城南村が成立する。
  - 10月10日 - 城南村の一部（大字下長磯、小島田）が前橋市へ編入される。そのため前橋市小島田町となる。

### 地名の由来
昔、利根川がこの辺りを流れていた頃、小島田の集落に西から行くには利根川を渡って行かなければならなかった。その際「腰まで」着物をまくり上げて渡ったことから、「コシマデ」が変化して「コジマタ」になったという。

## 世帯数と人口
2017年（平成29年）8月31日現在の世帯数と人口は以下の通りである。
| 町丁     | 世帯数  | 人口  |
| -------- | ------- | ----- |
| 小島田町 | 151世帯 | 420人 |

## 小・中学校の学区
市立小・中学校に通う場合、学区は以下の通りとなる。
| 番地 | 小学校             | 中学校             |
| ---- | ------------------ | ------------------ |
| 全域 | 前橋市立永明小学校 | 前橋市立木瀬中学校 |

## 交通

### 鉄道
鉄道駅はない。

### 道路
国道は国道50号が通っていて、県道は群馬県道40号藤岡大胡線が通っている。

## 施設
- 前橋小島田郵便局 - 昭和19年（1944年）に小島田郵便局として開業[9]。
- 神明宮 - 明治43年（1910年）に笂井の近戸神社に合祀されたが、昭和50年（1975年）4月7日に再建遷座[10]。
- 小島田の供養碑 - 仁治元年（1240年）の紀年銘がある[11]。前橋市指定重要文化財（昭和48年9月24日指定[12]）
- 小島田の阿弥陀如来坐像 - 延徳5年（1493年）[13]の紀年銘がある[14]。前橋市指定重要文化財（平成2年4月10日指定[12]）